# NGC 3979
NGC 3979 is een lensvormig sterrenstelsel in het sterrenbeeld Maagd. Het hemelobject werd op 23 april 1881 ontdekt door de Amerikaanse astronoom Edward Singleton Holden.

## Synoniemen
- IC 2976
- UGC 6907
- MCG 0-31-3
- ZWG 13.5
- PGC 37488